# 무역로 (창원시)
무역로(Muyeog-ro)는 대한민국 경상남도 창원시 마산합포구 합포동과 봉암동을 잇는 창원시의 간선 도로이다.
전 구간이 왕복 4차선의 도로로 구성되어 있으며, 마산만을 끼고 자유무역지역의 남부 해안가를 관통하여 형성되어 있는 것이 특징이다. 이 도로의 개통으로 봉암로로 우회하지 않고도 마산 시내 남부지역 일대와 창원공단 일대, 진해시내를 빠르게 이어줄 수 있게 되었으며, 또한 출퇴근 시간대의 만성 정체를 빚던 봉암로의 교통량을 분산하는데도 기여하게 되었다. 도로 개설 당시 한진중공업 마산조선소(현 성동산업)의 통과 문제로 개통이 몇 년간 연기된 적이 있었으며, 최종적으로는 착공 12년만인 2006년에 전 구간이 완전 개통되었다.

## 주요 경유지
- 자유무역지역 정문(제3부두) ~ 성동산업 마산조선소(구. 한진중공업 마산조선소) ~ 대동정밀 ~ 봉암삼거리

## 역사
- 1994년 : 자유무역로 착공
- 1999년 : 자유무역정문 ~ 한진중공업 입구 구간(615m) 개통
- 2003년 : 봉암삼거리 ~ 한진중공업 구간(1,540m) 개통
- 2004년 9월 26일 : 한진중공업 마산공장 내부 통과 구간(642m) 착공[1]
- 2006년 9월 25일 : 한진중공업 내부 통과 구간 개통으로 전 구간 개통[2]
- 2009년 중순 : 자유무역로에서 무역로로 명칭 변경

## 같이 보기
- 마창대교